# زلاجات الصخور (مرشات)
زلاجات الصخور (مرشات)، هي قطع إضافية وملحق شائع بين أصحاب مركبات الدفع الرباعي الذين يشاركون في القيادة على الطرق الوعرة والأكثر خطورة. المرشات عادةً ما تكون مصنوعة من الفولاذ الثقيل المجوف ذات القطع المربعة، إلا أنه يمكن صناعتها أيضاً من الأنبوب الفولاذي المعروف باسم «تيوب». توضع المرشات على طول كل جانب من جوانب المركبة تماماً من خلف العجلة الأمامية إلى ما قبل العجلة الخلفية، وأقل بقليل من مستوى عتبات الباب، وتثبت على هيكل المركبة. وتتمثل مهمتها في حماية عتبات الباب والسطح السفلي للمركبة من التلف عند عبور عقبات كبيرة مثل الصخور، ومن هنا جاءت التسمية.